# Benndorf (Gröbers)

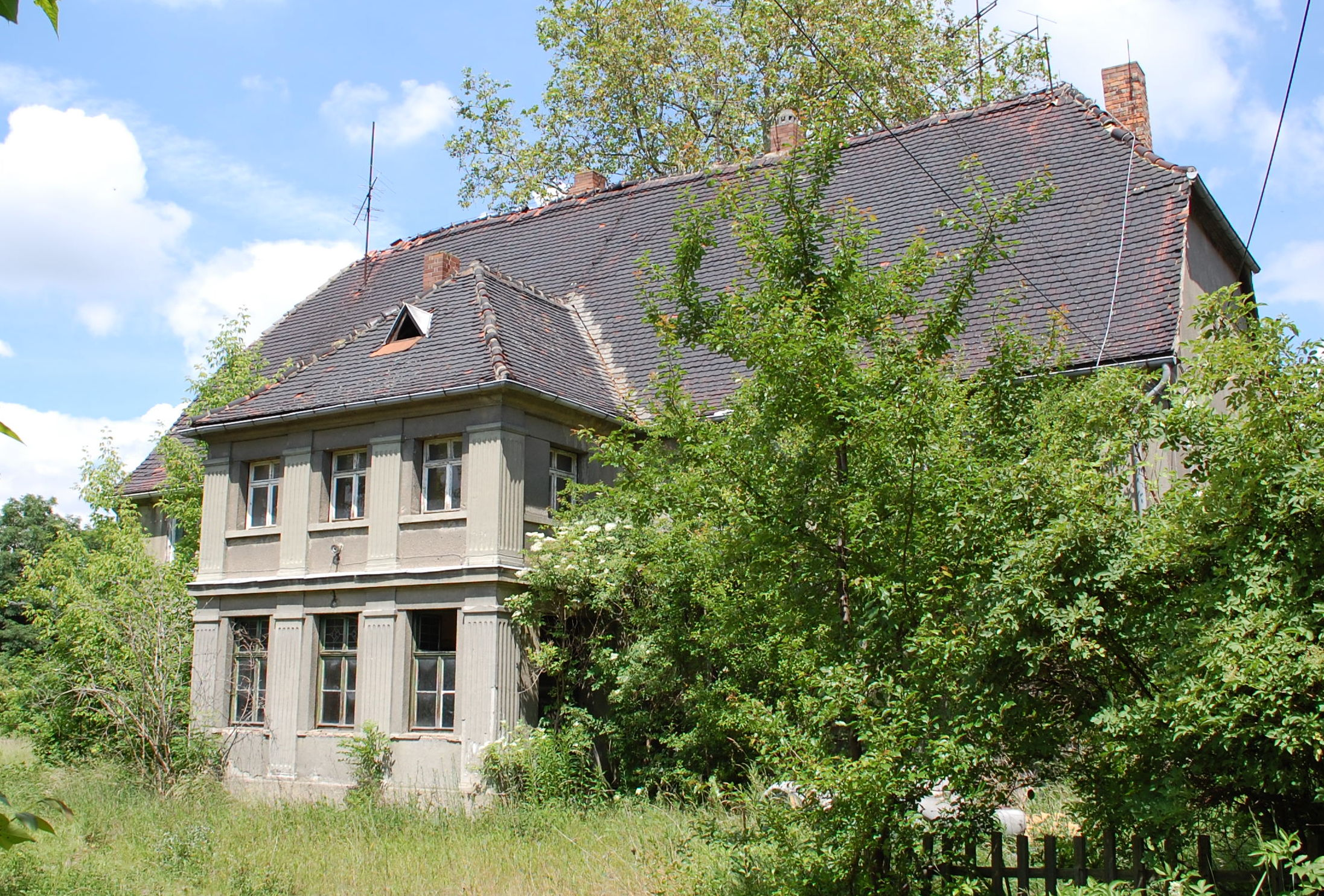
Gutshaus

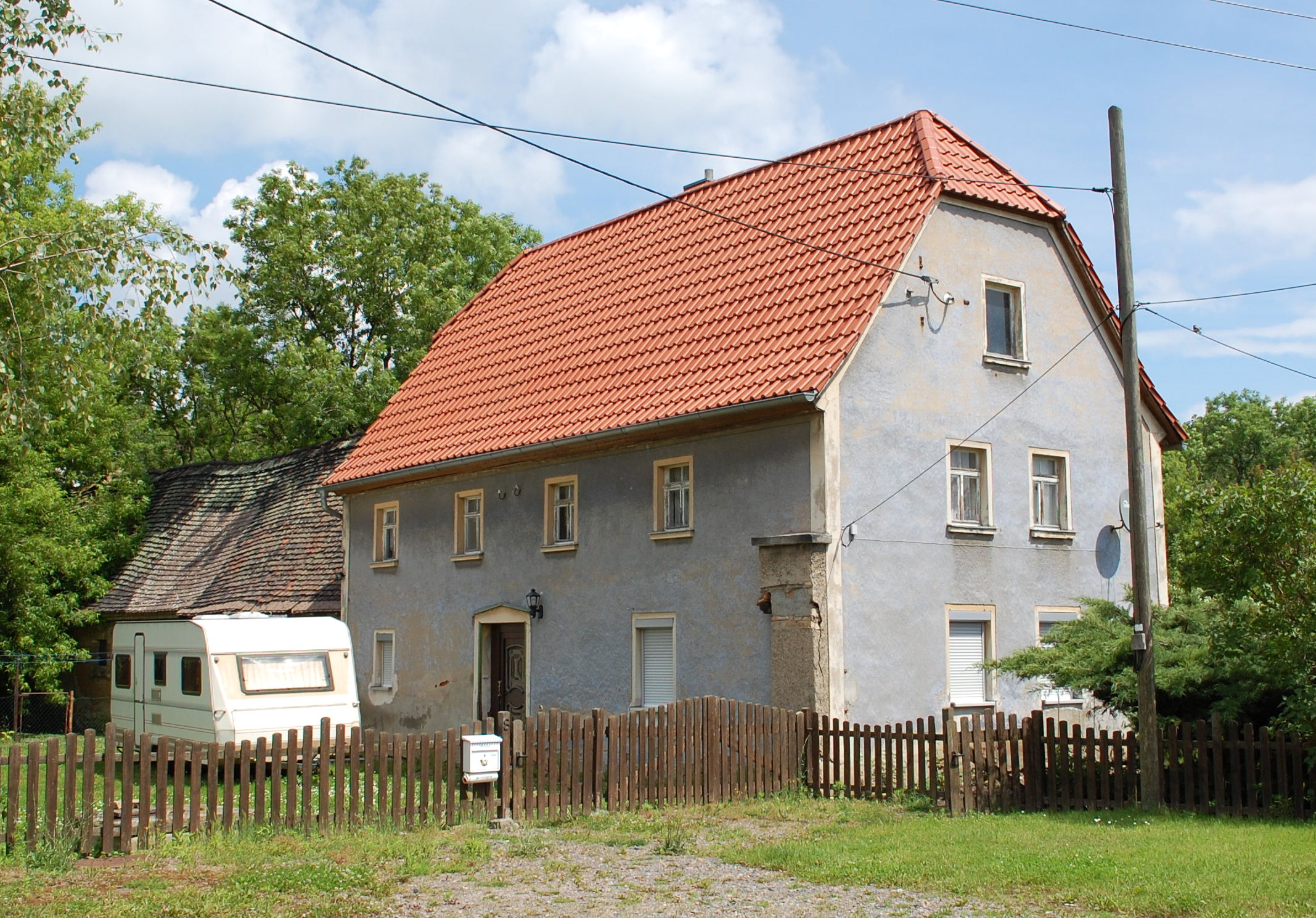
Wohnhaus Dorfplatz 8

Benndorf ist ein zum Ortsteil Gröbers gehörendes Dorf in der Gemeinde Kabelsketal in Sachsen-Anhalt.

## Lage
Der Ort liegt nordwestlich von Gröbers und westlich von Osmünde im Gebiet zwischen den beiden Großstädten Halle (Saale) und Leipzig. Südlich der Ortslage verlaufen die Bundesstraße 6 und die Eisenbahnstrecke Halle-Leipzig. Durch den Ort verläuft der Kabelskebach. Zu Gröbers gehören die Siedlungen Bennewitz und Proitz am anderen Ufer der Kabelske.

## Geschichte
Benndorf dürfte seit dem 11./12. Jahrhundert als deutsche Siedlung bestanden haben. Eine erste urkundliche Erwähnung erfolgte 1313 als Bennendorp. Zu Benndorf gehörte auch das den südlichen Ortsteil ausmachende Bennewitz (slawischer Rundling) und das jenseits der Kabelske liegende Proitz (Ersterwähnung: 1182 als Broize). Historisch gehörten sie zum Saalkreis des Erzstifts Magdeburg. 1680 kam dieses als Herzogtum Magdeburg unter brandenburg-preußische Herrschaft. Ein Teil Benndorfs mit Proitz und Bennewitz gehörten zum Amt Giebichenstein, der andere Teil von Benndorf mit Proitz zum Patrimonialgericht Benndorf.
Mit dem Frieden von Tilsit wurden Benndorf mit Bennewitz und Proitz im Jahr 1807 dem Königreich Westphalen angegliedert und dem Distrikt Halle im Departement der Saale zugeordnet. Die drei Orte gehörten zum Kanton Dieskau. Nach der Niederlage Napoleons und dem Ende des Königreichs Westphalen befreiten die verbündeten Gegner Napoleons Anfang Oktober 1813 den Saalkreis. Bei der politischen Neuordnung nach dem Wiener Kongress 1815 wurden die Orte im Jahr 1816 dem Regierungsbezirk Merseburg der preußischen Provinz Sachsen angeschlossen und dem Saalkreis zugeordnet.
Am 20. Juli 1950 erfolgte die Eingemeindung von Benndorf nach Gröbers.

## Kulturdenkmale
Im örtlichen Denkmalverzeichnis sind für Benndorf das Gutshaus und das Wohnhaus Dorfplatz 8 eingetragen.